# ハカルテク語
ハカルテク語（ハカルテクご）、ハカルテック語（ハカルテックご、英: Jakalteko）またはポプティ語（ポプティご、英: Popti'）とは、マヤ語族に属する言語の一つである。他のマヤ語と同様に能格性を有している他、助数詞と助数詞とは異なる性格の類別詞とが併存して用いられるという特徴が存在する。同様の特徴は本言語と非常に近い関係にあるアカテク語にも存在する。主な研究者としてコレット・グリンヴァルド・クレイグが挙げられる。

## 文法

### 統語論

#### 語順
VSO型である。